# Tokachi (nizina)
Nizina Tokachi (jap. 十勝平野 Tokachi-heiya) – nizina w Japonii, we wschodniej części wyspy Hokkaido.
Nizina otoczona jest przez góry Hidaka na zachodzie, góry Ishikari na północy, wzgórza Shiranuka na wschodzie i zwrócona w stronę Oceanu Spokojnego na południu. Główne miasta to: Obihiro, Makubetsu, Toyokoro, Ikeda, Taiki. 
Nizina składa się w dużej mierze z czwartorzędowych, zalegających horyzontalnie, gruboziarnistych osadów pochodzenia kontynentalnego. Występują na nizinie w dużych zespołach żyzne gleby wytworzone z popiołów wulkanicznych, które są rezultatem intensywnej działalności wulkanicznej. 
Dzięki dogodnym warunkom rozwinęło się rolnictwo. Dominują gospodarstwa wielkopowierzchniowe. Nizina jest jednym z największych obszarów uprawy soi, czerwonej fasoli, buraków cukrowych, pszenicy i ziemniaków w Japonii.
Przez nizinę przepływa rzeka Tokachi o długości 156 km.